# 苑裡慈和宮
24°26′51″N 120°39′15″E / 24.447604°N 120.654085°E
苑裡慈和宮，又名蓬山慈和宮，是位於臺灣苗栗縣苑裡鎮苑北里的媽祖廟，其媽祖尊稱，依行政區劃分，通常慣以「苑裡媽」為主，其中又有、「城外媽祖」、「潛水媽」等尊稱。

## 由來

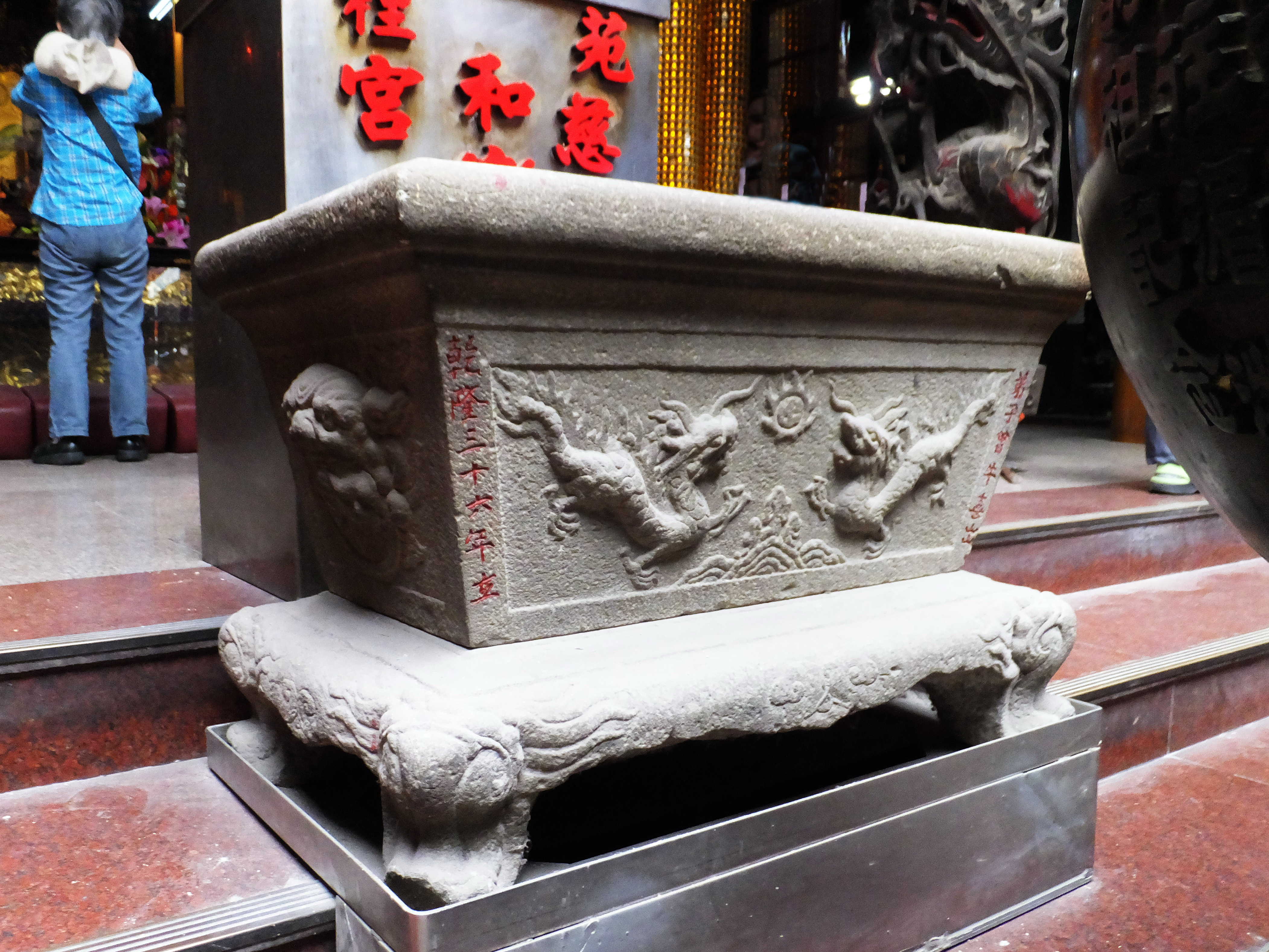
其香爐刻有「弟子曾牛喜出」與「乾隆卅六年」等字。

乾隆時苑裡房裡社境域之內曾有苑裡街尾舊媽祖宮，位在今苑裡市場。當時房裡為泉州人所住，漳州人則住苑裡街。由於泉漳械鬥，互為敵視。
乾隆卅七年（1772年）年春，陳志城、胡國林、黃君佐等發議擇地新建媽祖廟。其中陳志城為年幼時在康熙末年隨母親李慈勤、弟弟陳志德、陳志誠、陳志興、陳志考自漳州府詔安縣來臺灣。該家族在康熙五十八年（1719年）向通霄平埔族群以布匹九百匹、糖五百斤、火油一百斤，換取苑裡到後龍新港仔的土地，並立契約為證。新址在北勢庄，該地就為他們所獻。
乾隆卅八年（1773年）完竣，新廟名「蓬山慈和宮」，該年置「海國標靈」匾額。石碑記載建廟經過、建廟花費白金六千多元，出錢出力者數百人。之後，北廂房地藏王殿左龕以「陳五志」之名祭祀陳志城五兄弟。
至於房裡居民於咸豐六年（1857年）在新建的房裡城內建了房裡順天宮，苑裡慈和宮媽祖因此對稱為「城外媽祖」。

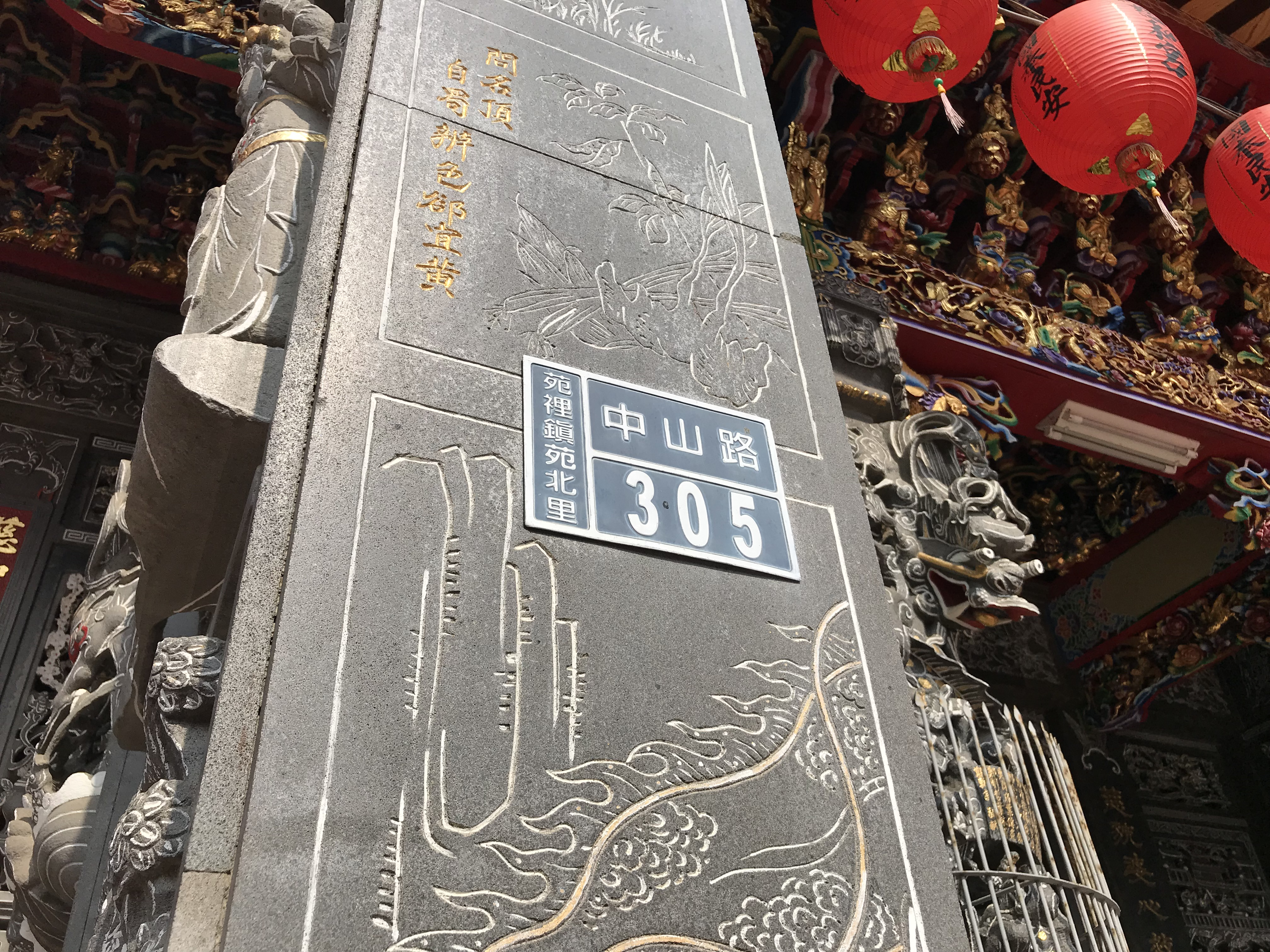
門牌為苑北里中山路305號

## 傳說
相傳康熙五十三年（1714年）福建水軍吳將軍受命平定福建沿海海寇，為求剿匪順利，親往湄洲天后宮恭請媽祖第十二分靈的香燈媽供奉於主帥船上。一日海上忽遇風暴，漂流至房裡溪口船頭埔海邊。吳將軍就將神像則暫奉於苑裡望族陳五志家族宅中，平定後欲請神像回朝繳令，陳家及地方信眾懇留鎮衛此地，所以康熙五十五年（1716年）在今苑裡市場建媽祖廟，後神像成為苑裡慈和宮開基神像。
大正五年（1916年）夏，農田稻苗遭受烏龜蟲侵害，恭請香燈媽出巡驅除蟲害，隔日烏龜蟲皆落海滅跡。
大正十一年（1922年）海線鐵路尚未開通時，香燈媽繞境出巡經大安溪、大甲溪，適逢河水暴漲，突見溪水撥開成路形讓眾人平安，爾後信眾尊稱香燈媽為「潛水媽」。同稱號的有大庄浩天宮媽祖。

## 地券
1971年廟方重建時，在媽祖神像座下找出一組合磚。
一塊紅磚片書寫契約內容，另一塊則畫八卦圖，長、寬各卅七公分，厚四公分，一塊書寫契約，一塊畫著八卦圖。契約書沒用朝號或確實年代，內容大意為：北路淡防分府竹南三堡苑裡街，東至甲卯乙，西至庚酉金，南至丙午丁，北至壬子癸，今因金銀費用托土地公引就賣與陽間弟子，主事陳義豐、主醮陳慎豐、主普沈合興、主壇陳隆、苑裡總理盧振源，合境眾信人等約定價銀二百廿錠，同中收訖，即日同主事元始天尊御前給出合契壹面永遠為炤，批與眾鬼神等無干，如有不明等情，武夷王出首抵擋不干買主之事，此係兩愿恐口無憑恭就，東王公作證見，牙人張堅固，中人李定度，日立賣契人武夷王，代筆人金不換，西王母作證盟，主行科事中政大夫林德陞，天運丙子年十一月。
據通霄鎮收藏、研究古文書專家陳水木表示，此買賣契約應與乾隆年間獻地無關。廟方也無陳義豐、陳慎豐、沈合興等人的資料。

## 祭祀神尊、活動
苑裡慈和宮依在地人習慣稱為前殿與後殿，前殿正殿主祀湄洲天上聖母，從祀中壇元帥、註生娘娘、城隍爺公、福德正神、地母元君、廣澤尊王、虎爺神尊。
龍側偏殿設立觀音殿、財神殿。虎側偏殿設立神農殿、地藏王殿。
後殿為凌霄寶殿，又稱玉皇殿，一樓供奉五斗星君、王天君、趙天君、馬天君、溫天君、白玉觀音、白玉媽祖、關聖帝君、月老星君；二樓供奉三官大帝、玄天上帝、文昌帝君、斗母元君、南極仙翁、左輔星君、右弼星君；三樓供奉玉皇上帝、青華大帝、長生大帝、紫微大帝、天皇大帝。
另廟前廣場有建立五營祠，供奉五營元帥，每年農曆七月則會設立大士爺香座乙座，直到農曆八月初一收起。
媽祖誕辰也有各地分靈媽祖參拜，在2011年報導時，慈和宮有紀錄的分靈媽祖有近兩百尊。。
每年農曆七月初三，舉行中元普渡。

## 外部連結
- 官方网站
- 苑裡慈和宮的Facebook專頁